# ナンキンオシ
ナンキンオシ（南京鴛、学名：Nettapus coromandelianus）は、カモ目カモ科に分類される鳥類の一種。

## 分布
中国南部、南アジア（パキスタン、インド、バングラデシュ）、東南アジアで繁殖する。中国南部で繁殖した個体は、冬季インドネシアやオーストラリア等の南方に渡り越冬する。
日本では、沖縄県与那国島で1972年3月、沖縄県多良間島で2010年6月に観察されている。また、2010年5月には大阪府でも観察されており、この個体には、足環などの飼育されていた痕跡はなく、関西の動物園でも本種を飼育していた動物園はなかったことから、自然渡来した可能性が高いと考えられる。

## 形態
全長約33cm。日本で記録されたカモ科の鳥としては、最も小型の種類に属する。雄成鳥は頭部は白色だが、額から頭頂は黒褐色。背中から尾は黒色で体の下面は白色である。雌の成鳥は、顔の茶色の通眼線があり、体の上面はやや褐色味をおびる。

## 生態
淡水域の湖沼や湿地、河川、マングローブ林などに生息し、小群かつがいで行動する。
食性は植物食で、水草や植物の種子などを食べる。こうした食物を、水中に頭をつけて採る。
繁殖形態は卵生。樹洞に営巣する。1腹6-8個の卵を産み、抱卵日数は22-24日である。

## 亜種
以下の2亜種に分類されている。
- Nettapus coromandelianus coromandelianus ナンキンオシ
- Nettapus coromandelianus albipennis オオナンキンオシ

## 絶滅危惧評価
- LEAST CONCERN (IUCN Red List Ver. 3.1 (2001))
[6]

## 参照・注釈
1. ↑  黒田長禮、「日本産ガン・カモ科鳥類の渡来地表 追加Ⅱ」『鳥』22巻、日本鳥学会、1973年、47-53頁
2. ↑  内田康夫、「日本迷鳥録6 ナンキンオシ」『世界動物百科 70巻』、1972年、2頁
3. ↑  今井光雄、「与那国島におけるナンキンオシ」、『野鳥』41巻、日本野鳥の会、1976年、651-652頁
4. ↑  羽地邦雄・砂川栄喜・池永祐史、「沖縄県多良間島におけるナンキンオシ Nettapus coromandelianus の観察記録」『日本鳥学会誌』60巻2号、日本鳥学会、2011年、246-249頁
5. ↑  佐竹忠義・湯浅健・松井敬子、「大阪府深北緑地におけるナンキンオシ Nettapus coromandelianus の記録」『日本鳥学会誌』60巻2号、日本鳥学会、2011年、254-256頁
6. ↑  Nettapus coromandelianus  (Species Factsheet by BirdLife International)